# Монкс-Корнер
Монкс-Корнер (англ. Moncks Corner) — город и административный центр округа Беркли в штате Южная Каролина в Соединённых Штатах Америки.
Согласно результатам переписи населения США, проведённой в 2020 году, число жителей города составляло 13 297 человек, что, для такого небольшого населённого пункта, существенно больше (+ 68,6%), чем было во время предыдущей переписи прошедшей в 2010 году (7885 человек).

## История
В доколумбову эпоху на протяжении тысячелетий эти земли были населённы коренными американцами из племени эдистоу, части народа кусабо. Различные его группы говорили на языке, отличном от основных языковых семей современного штата: алгонкинской, сиуанской и ирокезской, включая чероки. Хотя этиваны как племя уже вымерли, потомки этиван, эдисто, чероки и катавба составляют восемь семей племени вассамасо индейцев Варнертауна, общины, расположенной между Монкс-Корнером и Саммервиллом.

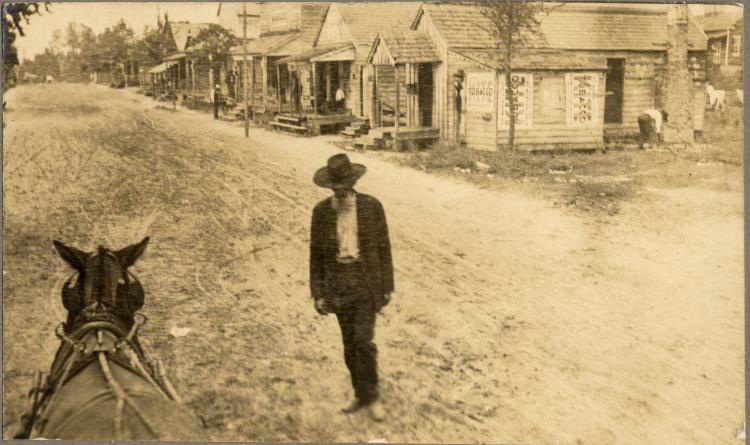
Монкс-Корнер в 1904 году

В колониальную эпоху этот район стал местом поселения французских протестантов-гугенотов, которые прибыли в Южную Каролину как беженцы в период с 1684 по 1688 год из-за религиозных преследований во Франции. Многие семьи в Беркли и соседних графствах имеют французские корни. Вскоре гугеноты начали вступать в браки с английскими колонистами, для которых вероисповедание не было самым важным критерием при выборе пары.
Монкс-Корнер был основан в 1728 году и назван в честь местного землевладельца Томаса Монка, который клеймил беглых рабов на груди своим именем «T Monck». Изначально это был небольшой торговый пост с несколькими тавернами и магазинами.

Монкс-Корнер в 1940 году

14 апреля 1780 года во время осады Чарлстона в ходе Войны за независимость США близ Монкс-Корнера произошло небольшое сражение между британцами и американцами, в ходе которого последние были наголову разбиты.
15 декабря 1909 года поселение было инкорпорировано и включено в реестр штата Айова, благодаря чему некорпоративное сообщество Монкс-Корнер официально получило статус города («Сity of» / «Town of»).
Исторический район города, а также несколько отдельных архитектурных памятников в Монкс-Корнере занесены в Национальный реестр исторических мест США.

## География

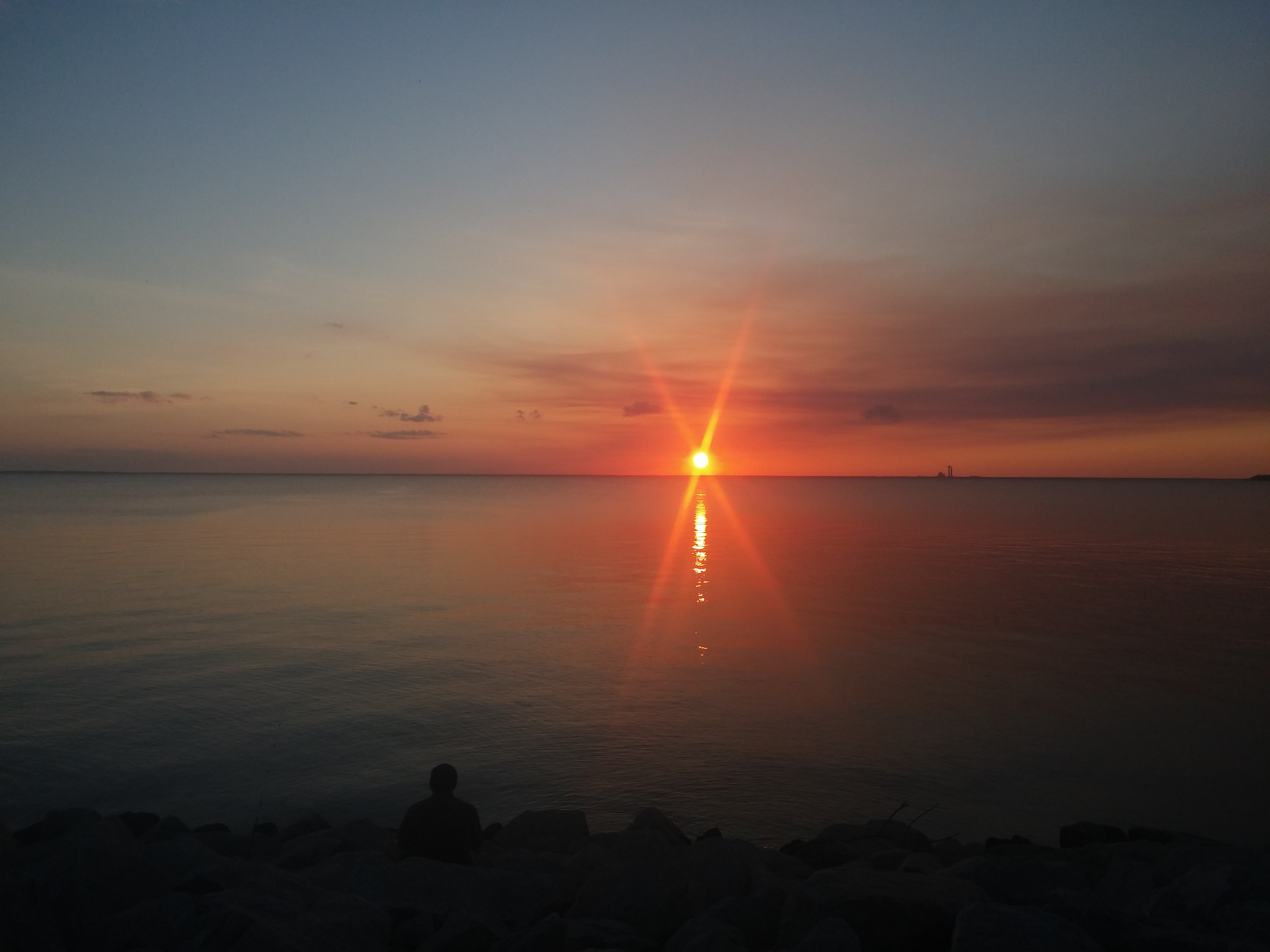
Молтри (озеро)

Город Монкс-Корнер расположен недалеко от географического центра округа Беркли. Его граница простирается на восток до западного рукава реки Купер, в 3 милях (5 километрах) к югу от истока озера Молтри.
Шоссе U.S. Route 52 является главной, но не единственной, автомагистралью Монкс-Корнера, ведущей на юг (51 км) до Чарльстона и на север (130 км) до города Флоренс. 
В соответствии с данными указанными на сайте центрального статистического органа страны — Бюро переписи населения США, общая площадь Монкс-Корнера составляет 7,4 квадратных мили (19,2 км²), из которых 7,3 квадратных миль (18,9 км²) занимает суша, а 0,12 квадратных миль (0,3 км² или 1,81%) приходится на водную поверхность.

## Климат

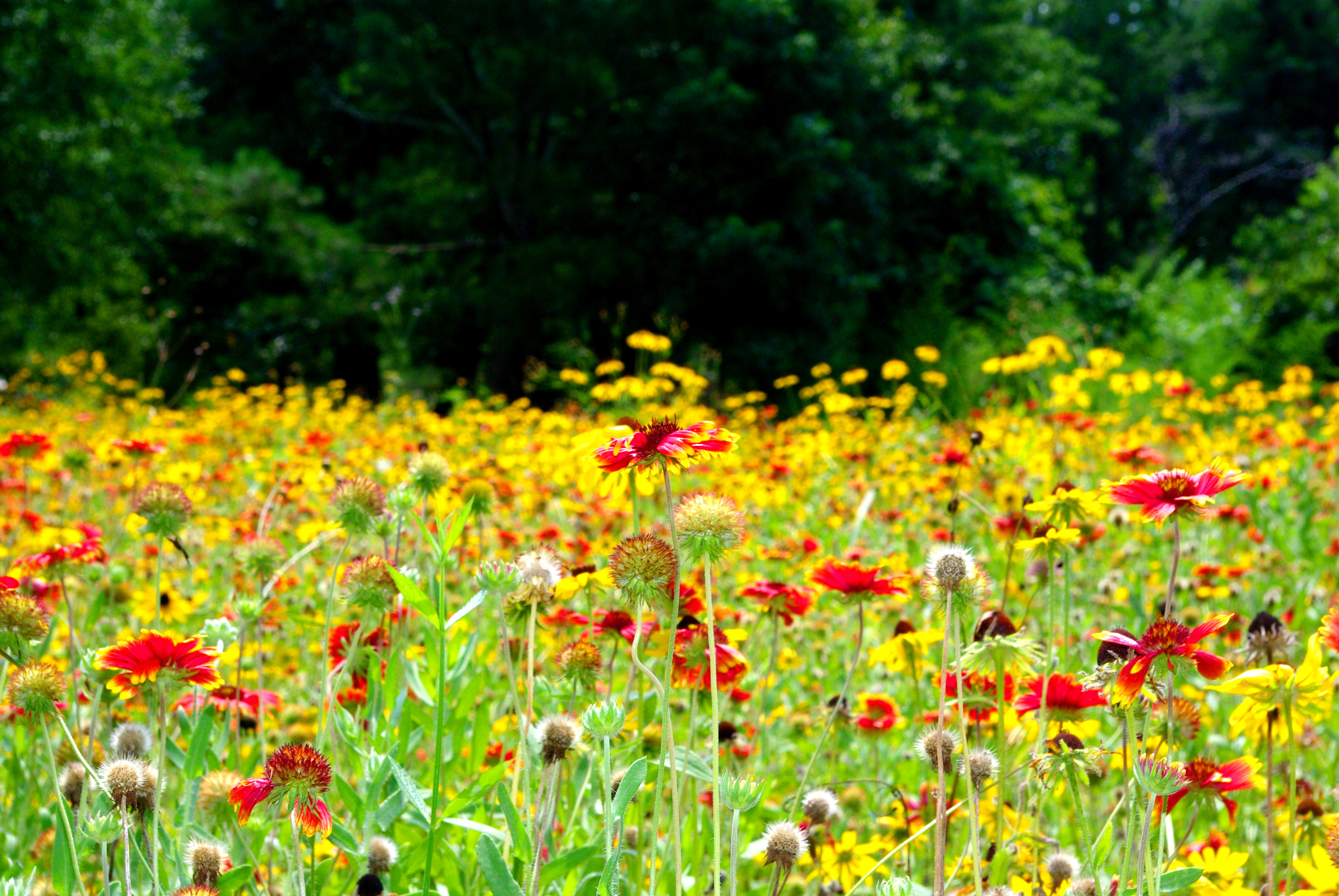
Флора Монкс-Корнера

Согласно данным представленным Национальной метеорологической службой США в Монкс-Корнере влажный субтропический климат, который, по классификации климатов Кёппена, сокращённо обозначается на климатических картах аббревиатурой «Cfa». В этом он схож с Чарльстоном, однако из-за удалённости от побережья по сравнению с Чарльстоном летом здесь заметно жарче.